# Equant
Ne pas confondre avec l'équant, un dispositif mathématique utilisé en astronomie ancienne
Equant est une entreprise de services de télécommunications pour les multinationales qui couvre 220 pays et territoires. Elle est fondée en 1991 sous le nom Scitor par Sita et organisée en compagnie autonome en 1995. Leader mondial dans son domaine, Equant est introduite en bourse à Paris et New York en 1998 avec succès, ce qui lui permet d'intégrer le CAC 40 dès l'année suivante. Son importante valorisation boursière chute fortement lors de l'explosion de la bulle Internet. Elle est rachetée fin 2000 par France Télécom, qui la fusionne avec Global One. La société arrive à maintenir son chiffre d'affaires autour de trois milliards de dollars au début des années 2000. Elle est sortie de l'indice boursier de référence en mai 2001. En 2006, Equant est intégrée à Orange Business. Le 1er juillet 2018, la société française Equant France fusionne avec Orange France, la filiale française du groupe Orange.

## Histoire
L'histoire d'Equant est liée à celle de la Société internationale de télécommunication aéronautique (SITA), société coopérative fondée en 1949 par onze compagnies aéronautique désireuses de mettre en commun leurs équipements de communication existants de sorte que tous les utilisateurs puissent tirer profit d’une infrastructure partagée.
SITA développe rapidement un réseau de télécommunication mondial aussi puissant qu'efficace. À la fin des années 1980, il s'ouvre progressivement aux entreprises situées hors du secteur aéronautique. Afin d'organiser ces nouvelles activités, Sita crée en 1991 Scitor. La nouvelle entreprise croît rapidement, en raison de la qualité des services qu'elle fournit, malgré un certain déficit de notoriété. Afin de combler ce déficit, et pour se positionner sur le marché des télécommunications internationales à la suite de leur déréglementation, Sita crée en 1995 Sita Telecommunications Holdings (STH). Cette holding de droit néerlandais associe à Scitor deux autres filiales de Sita : International Telecommunication Services (ITS), filiale créée en 1972 pour fournir des solutions de services et de maintenance aux membres de SITA, et le développeur de logiciel spécialisé dans le traitement transactionnel Novus (acquis en 1993). Morgan Stanley prend 30 % de la holding et les employés de Sita 10 %. Le réseau de Sita est quant à lui géré par Sita Globetel Company, coentreprise de STH et Sita. Après cette réorganisation qui favorise les synergies, Scitor continue de se développer, avec un chiffre d'affaires doublant chaque année entre 1994 et 1997, ce qui lui vaut d'être qualifié de « secret le mieux gardé du monde des télécommunications » par des analystes.

Logo d'Equant en 1998.

Afin de préparer une entrée en bourse vue comme nécessaire, Sita regroupe les sociétés de la holding sous la marque Equant, en référence à l'équant astronomique. Scitor devient Equant Network Services (ENS) en 1997. L'année suivante, ITS est renommée Equant Integrations Services (EIS), Novus devient Equant Application Services (EAS) et Sita Globetel Company prend le nom de Sita-Equant. Quant à la holding, elle s'appelle désormais Equant NV et est dirigée par Didier Delepine.
Equant NV est introduit en bourse à Paris et New York en juillet 1998, Sita conservant 35 % des actions. Première entreprise mondiale des services télécoms à haut débit pour les multinationales, Equant connaît une ascension boursière fulgurante et est admise dans le CAC 40 en juillet 1999. Après avoir atteint 137 € le 11 février 2000, l'action perd cependant plus de 60 % en quelques mois, dans la foulée de l'éclatement de la bulle Internet.
En quête d'un repreneur, Sita vend sa part de 35 % dans Equant NV à France Télécom en novembre 2000. La coentreprise disparaît. L'opérateur téléphonique français annonce alors sa volonté de fusionner Equant avec Global One, compagnie américaine achetée au début de l'année, afin d'en devenir l'actionnaire majoritaire. La fusion est achevée le 29 juin 2001.
Entre-temps, en mai 2001, Equant sort du CAC 40, remplacé par Orange, filiale récente de France Télécom, à la suite de la chute continue de l'action, tombée à 11 € en juin 2001. La société procède à des licenciements dans ses filiales dans le monde pour éviter les doublons liés à la fusion, mais est cependant moins touchée que nombre de ses concurrents par la crise : elle parvient à maintenir son chiffre d'affaires tout en améliorant un résultat net qui reste cependant négatif. La bourse reste peu réceptive : l'action tombe à 4 € à l'automne 2003, et son cours évolue peu jusqu'à l'arrêt de la cotation en mai 2005 à la suite du rachat à 100 % d'Equant par France Télécom,. Equant NV est alors renommée en ENV International NV et le groupe Equant, constitué de l'ensemble des sociétés et filiales de la holding dans le monde, devient Equant BV.
Le 1er juin 2006, les activités d'Equant sont rassemblées sous la marque Orange Business. Peu à peu, les filiales mondiales du groupe Equant sont renommées en Orange Business Services ; la filiale française, quant à elle, porte encore en 2017 le nom d'Equant France SA.
Le 1er juillet 2018, la société Equant France S.A. fusionne avec Orange S.A. qui absorbe la totalité de ses actifs et de son personnel, soit environ 1 500 salariés en France qui sont transférés dans l'entité SCE d'Orange, entité d'Orange qui fournit des services de télécommunications et des services informatiques aux entreprises en France et dans le monde, sous la marque de Orange Business,,,.

## Chiffres
| Année | Chiffres d'affaires (millions de $) | Résultat net (millions de $) |
| ----- | ----------------------------------- | ---------------------------- |
| 2000  | 2 733                               | −618                         |
| 2001  | 3 064                               | −715                         |
| 2002  | 2 973                               | −590                         |
| 2003  | 2 949                               | −356                         |
| 2004  | 2 914                               | −274                         |

### Documentation
- (en) Elliott Duncan, 'Equant' is the new name for Scitor, Business Wire, 23 janvier 1997,
- Nicolas Madelaine, Equant : une valeur d'un nouveau type dans le CAC 40, Les Échos, no 17978, 6 septembre 1999, p. 32.
- Alexandre Piquard, Equant licencie au nom de la fusion, sur transferts.net, 23 août 2001.